# کوایسا
کوایسا (به لاتین: Kvaisa) یک منطقهٔ مسکونی در گرجستان است که در ناحیه دزاو واقع شده‌است. کوایسا ۲٬۲۶۴ نفر جمعیت دارد و ۱٬۳۵۰ متر بالاتر از سطح دریا واقع شده‌است.

## خواهرخوانده
شهر Tomilino خواهرخواندهٔ کوایسا هست.